# 哥斯甸亞
法蘭西斯高·荷西·洛迪古斯·達哥斯達·祖利亞（Francisco José Rodrigues da Costa Júnior, OIH，1974年12月1日—），通常稱哥斯甸亞（Costinha），葡萄牙前足球運動員，擔任防守中場，曾多次代表葡萄牙國家足球隊參加國際大賽。

## 生平
哥斯甸亞是安哥拉移民後裔，早年主要是在葡萄牙一些小型球會效力，功績幾乎不值一提。至1997年夏季，他受到法甲球會摩納哥斟介，獲收歸旗下，如此他才嶄露頭角。他在該支法甲球會效力了四年，贏得過1999-00年球季法甲聯賽冠軍。
到2001年夏季哥斯甸亞返回葡超，加盟班霸波圖。在波圖他贏得了兩屆葡超聯賽冠軍。其間他還協助波圖打入歐聯決賽，並順利摘下桂冠。
2005年夏季他以四百萬歐元轉會費，加盟俄羅斯球會莫斯科戴拿模。但由於未能適應聯賽環境，只一年就轉到西甲，改打馬德里體育會。
隨著年齡漸高，哥斯甸亞隨後轉會意甲亞特蘭大。不過出陣時間極少，最後於2010年與該球會解除合同。同時宣佈退役。

### 國家隊
哥斯甸亞首次代表國家隊是在1998年秋，但由於國家隊實力所限，要到2004年歐洲國家盃時才告有突破──隨隊贏得亞軍。到2006年世界盃更贏得世界盃第四名。

## 榮譽
球會
- 法甲冠軍：2000年
- 歐洲足協盃冠軍：2003年
- 葡萄牙超級聯賽冠軍：2003年、2004年
- 歐洲聯賽冠軍盃冠軍：2004年
- 洲際盃冠軍：2004年

## 腳注
1. 香港電台[]
2. .   [2008-12-02]. （原始内容存档于2007-10-09）.